# Watshamiella infida
Watshamiella infida är en stekelart som beskrevs av Wiebes 1981. Watshamiella infida ingår i släktet Watshamiella och familjen fikonsteklar.
Artens utbredningsområde är Sri Lanka. Inga underarter finns listade i Catalogue of Life.